# جاك ميتشيل (مصور)
جاك ميتشيل (بالإنجليزية: Jack Mitchell)‏ هو مصور أمريكي، ولد في 13 سبتمبر 1925 في كي ويست في الولايات المتحدة، وتوفي في 7 نوفمبر 2013 في نيو سميرنا بيتش في الولايات المتحدة.

## وصلات خارجية
- الموقع الرسمي
- جاك ميتشيل على موقع IMDb (الإنجليزية)
- جاك ميتشيل على موقع ميوزك برينز (الإنجليزية)
- جاك ميتشيل على موقع كينوبويسك (الروسية)